# Joke van Rijswijk
Joke van Rijswijk (ca. 1955) is een voormalige Nederlandse, visueel gehandicapte atlete. Ze nam driemaal deel aan de Paralympische Spelen en won hierbij in totaal drie gouden en twee bronzen medailles. Vanwege haar goede prestaties werd ze opgenomen in het boek 'Top 500 - beste Nederlandse sporters' (1999, Anton Witkamp & Leo van de Ruit).

## Loopbaan

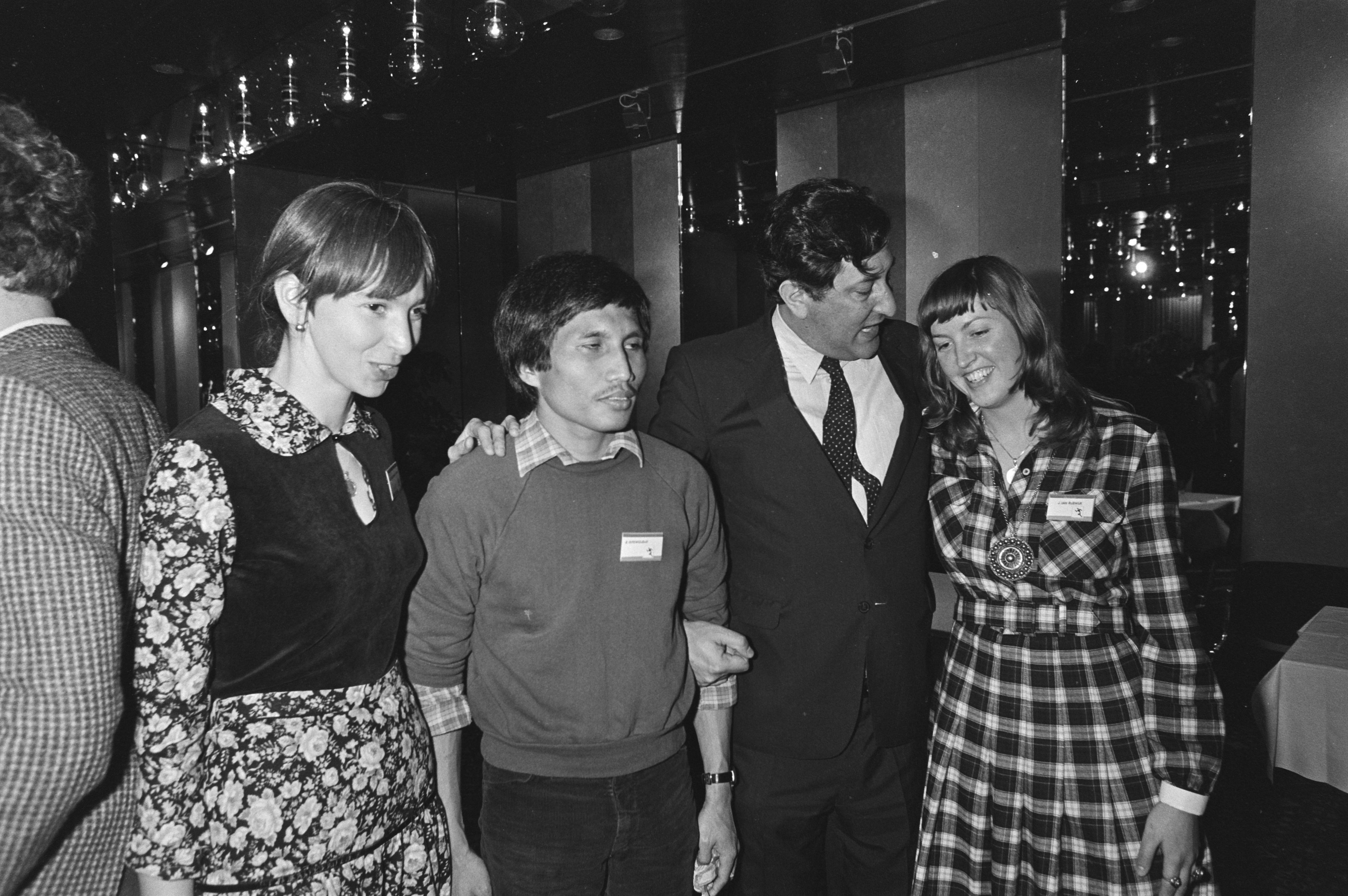
Paralympisch kampioenen Marianne Polderman-Kortekaas, Soedjeman Dipowidjojo en Joke van Rijswijk (rechts) met Gerard Wallis de Vries (staatssecretaris van CRM).

In 1980 maakte Van Rijswijk op 25-jarige leeftijd haar debuut op de Paralympische Spelen in Arnhem. Bij het hoogspringen verbeterde ze met 1,23 m niet alleen het olympische record, maar ook haar eigen wereldrecord met drie centimeter. Naast het goud bij het hoogspringen werd ze vijfde op de 60 m en werd ze uitgeschakeld in de series bij het discuswerpen. Vier jaar later in het Engelse Stoke Mandeville veroverde ze goud bij het verspringen en brons bij het hoogspringen en de 100 m. In 1988, bij haar laatste Paralympische optreden in Seoel, won ze alleen een gouden medaille bij het verspringen. In 1989 werd ze onderscheiden met de Ridder in de Orde van Oranje-Nassau.
In 2004 werd er een Joke van Rijswijk-prijs ingesteld. Deze prijs wordt toegekend aan de atleet, atlete, persoon of organisatie die zich heeft onderscheiden op het gebied van ontwikkeling van de atletiek voor personen met een lichamelijke of verstandelijke beperking door inzet en behaalde resultaten.
Joke van Rijswijk is getrouwd met haar trainer John de Bont.

## Titels
- Paralympisch kampioene hoogspringen A - 1980
- Paralympisch kampioene verspringen B1 - 1984, 1988

## Palmares

### 60 m
- 1980: 5e Paralympische Spelen A - 9,30 s

### 100 m
- 1984:  Paralympische Spelen B1 - 14,52 s
- 1988: 5e Paralympische Spelen B1 - 14,02 s

### verspringen
- 1984:  Paralympische Spelen B1 - 4,93 m
- 1988:  Paralympische Spelen B1 - 4,72 m

### hoogspringen
- 1980:  Paralympische Spelen A - 1,23 m
- 1984:  Paralympische Spelen A - 1,31 m

### discuswerpen
- 1980: 10e in heats Paralympische Spelen A - 14,51 m

### kogelstoten
- 1980: 13e Paralympische Spelen A - 5,93 m